# Juliane Okot Bitek
Juliane Okot Bitek là một người Uganda sinh ra ở Kenya, và sống, học tập và làm việc tại Vancouver, British Columbia, Canada. Vào tháng 12 năm 2017, cô được trao giải thưởng Glenna Luschei cho thơ Phi Châu cho cuốn sách thơ 100 ngày, một sự phản ánh về cuộc diệt chủng Rwanda 100 ngày 1994, trong đó ước tính 800.000 Rwanda Tutsis và một số người Hutus bị tàn sát.

## Bối cảnh và giáo dục
Okot Bitek sinh ra ở Kenya vào những năm 1970, tại Uganda. Cha cô là Okot p'Bitek (1931–1982), một nhà thơ và học giả được quốc tế công nhận. Cô có bằng Cử nhân Văn học sáng tạo và bằng Thạc sĩ Văn học Anh ngữ. Vào tháng 2 năm 2018, cô là một ứng cử viên Tiến sĩ Triết học tại Đại học British Columbia's Liu Institute for Global Issues.

## Nghề nghiệp
Okot Bitek di cư từ quê hương Uganda tới định cư tại Vancouver, British Columbia, Canada vào năm 1990. Cô viết, theo học đại học và dạy học để tự nuôi mình. Cô thừa nhận rằng việc viết văn sáng tạo không trả được tất cả các hóa đơn trừ khi là một tác giả hàng đầu.
Vào năm 2004, truyện ngắn Going Home của Okot Bitek đã giành được một đề cập đặc biệt trong Cuộc thi viết truyện ngắn Commonwealth 2004. Nó được giới thiệu trên Tổng công ty Phát thanh truyền hình Anh và Công ty Phát thanh truyền hình Canada. Câu chuyện "War No More" của cô đã giành giải nhất trong cuộc thi tiểu luận sau trung học của StopWar năm 2005.